# Републичка управа за игре на срећу
Републичка управа за игре на срећу је републичка управа у саставу Министарства финансија. Републичком управом за игре на срећу управља директор, а тренутни вршилац дужности је Драженко Вељановски.

## Надлежности
Републичка управа за игре на срећу врши управне и друге стручне послове, који се односе на:
- издавање и одузимање одобрења за приређивање игара на срећу, наградних и забавних игара
- спроводи поступак дод‌јеле концесија за приређивање игара на срећу путем казина у складу са законом
- утврђује испуњеност просторних, техничких и информационих услова потребних за приређивање игара на срећу
- спроводи поступак дод‌јеле овлашћења за обављање техничког прегледа апарата за игре на срећу
- издавање посебних ознака које су приређивачи дужни истаћи на мјестима на којима се приређују игре на срећу
- одобрава промет томболских картица за приређивање томболе затвореног типа
- преглед просторија у којима се приређују игре на срећу
- увид у радње које су непосредно или посредно повезане са приређивањем игара на срећу, пословне књиге, извјештаје, евиденције, информационе системе и друга документа или податке на основу којих се може утврдити пословање приређивача
- обавља инспекцијски надзор приређивача
- усклађује и спроводи утврђену политику и осигурава извршавање закона и других прописа у области игара на срећу
- припрема нацрте подзаконских аката
- доноси рјешења у поступку обављања инспекцијског надзора
- води евиденције о пословима из своје надлежности
- врши друге послове у складу са законом и другим прописима Републике Српске